# Sascha Gerstner
Sascha Gerstner (Stuttgart, Alemania Occidental; 2 de abril de 1977) es un guitarrista, cantante, modelo, fotógrafo, compositor y productor alemán que desde el 2003 toca en la banda de power metal alemán Helloween.

## Biografía

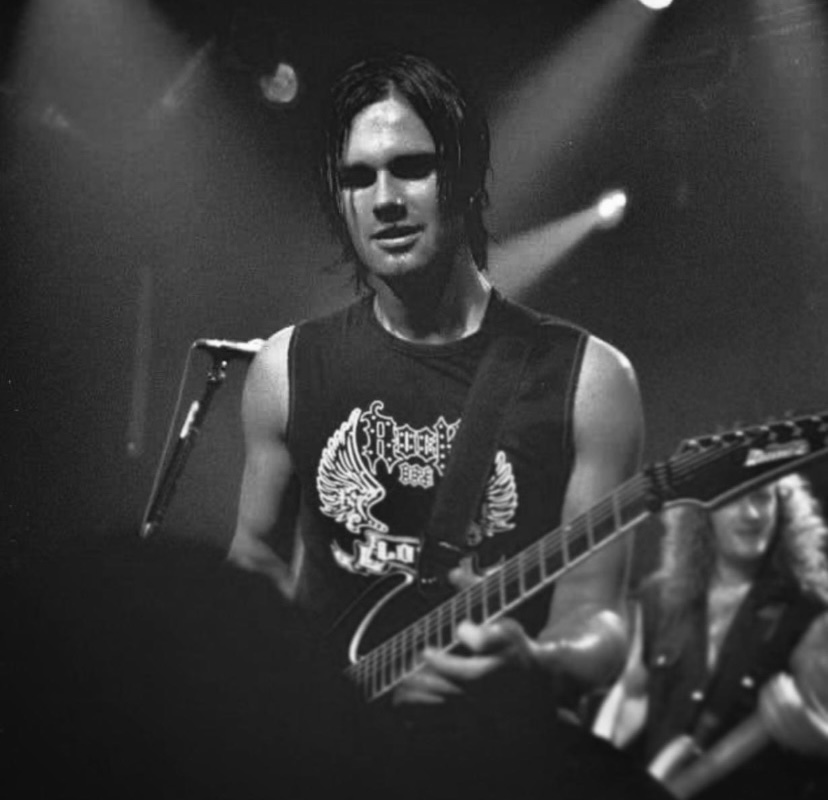
Sascha Gerstner

Sascha nació en Stuttgart, pero fue criado en Núremberg. Empezó a tocar teclado a los 6 años de edad y a los 13 fue influenciado por su tío para empezar a tocar la guitarra.
Durante varios años Sascha ha tocado covers con varias bandas de Alemania y también ha trabajado como profesor de guitarra y músico de estudio, además de participar de distinto proyectos como fotógrafo y modelo. En relación con sus intereses, el músico alemán es un amante de la fotografía, la música, y la moda, esta última corresponde a una escena a la que se ha acercado fuertemente desde su trabajo con su banda alterna Palast, con la que ha llegado a tocar para varios diseñadores, sin mencionar su actuación en la semana de la moda de Berlín en distintos años. En cuanto a sus costumbres Sascha no bebé alcohol, no fuma, y mantiene un régimen alimentario vegano.
Formó parte de la banda Freedom Call, proyecto alterno del baterista de Gamma Ray Daniel Zimmermann de 1998 a 2001. En el 2002 fue integrado en la prestigiada banda Helloween donde ha tenido buena aceptación por parte de los fanes y ha grabado 8 álbumes: Rabbit Don't Come Easy, Keeper Of The Seven Keys - The Legacy, Gambling With The Devil, Unarmed Best of 25th anniversary, 7 Sinners, Straight Out of Hell, My God-Given Right y el más reciente Helloween.
- Datos: Q1807438
- Multimedia: Sascha Gerstner / Q1807438